# SW Andromedae
SW Andromedae är en ensam stjärna belägen i den mellersta delen av stjärnbilden Andromeda. Den har en högsta skenbar magnitud av ca 9,14 och kräver ett teleskop för att kunna observeras. Baserat på parallax enligt Gaia Early Data Release 3 på ca 1,77 mas beräknas den befinna sig på ett avstånd av ca 1 800 ljusår (ca 560 parsec) från solen. Den rör sig närmare solen med en heliocentrisk radialhastighet av ca -23 km/s.

## Observation
Upptäckten av denna stjärna gjordes av Annie Jump Cannon och tillkännagavs 1907. 461 fotografiska plåtar, som spänner över tidsintervallet från 14 november 1889 till 16 november 1906, undersöktes, och en initial period på 0,49932 dygn härleddes. SW Andromedae fick dess variabelbeteckning 1907.

## Egenskaper

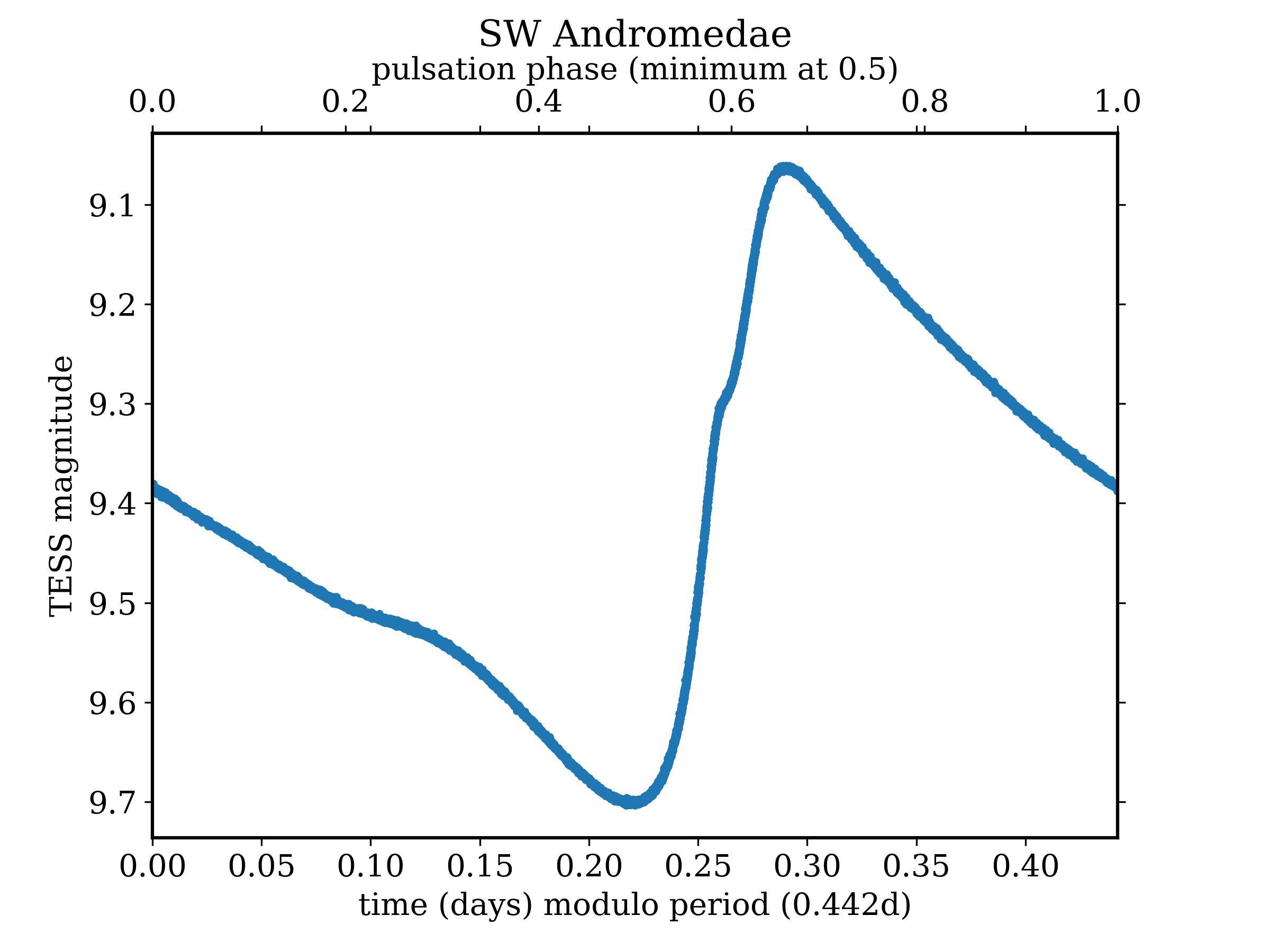
Fasveckad ljuskurva för RR Lyrae-variabeln SW Andromedae upptagen av NASA:s Transiting Exoplanet Survey Satellite (TESS)

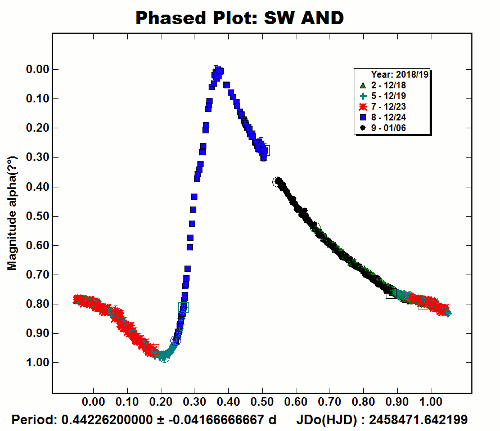
Ljuskurva tagen genom ett J/C V- bandfilter

SW Andromedae är en variabel stjärna klassificerad som en RR Lyrae-stjärna och varierar från en skenbar magnitud på 10,09 vid minimal ljusstyrka till en magnitud på 9,14 vid maximal ljusstyrka med en period på 0,44226 dygn. Den uppvisar Blazhkoeffekten och dess period minskar.
Stjärnan har en massa av ca 0,26 solmassa, en radie av 4,51 - 5,05 solradier och utsänder energi från dess fotosfär motsvarande ca 40 gånger solen vid en effektiv temperatur av ca 6 600